# Tipula profuga
Tipula profuga är en tvåvingeart som beskrevs av Alexander 1938. Tipula profuga ingår i släktet Tipula och familjen storharkrankar. Inga underarter finns listade i Catalogue of Life.